# Henry Ainsworth
Henry Ainsworth (Swanton Morley, Norfolk, 1571 — Amsterdã, 1622) foi um clérigo não-conformista e teólogo inglês.

## Biografia

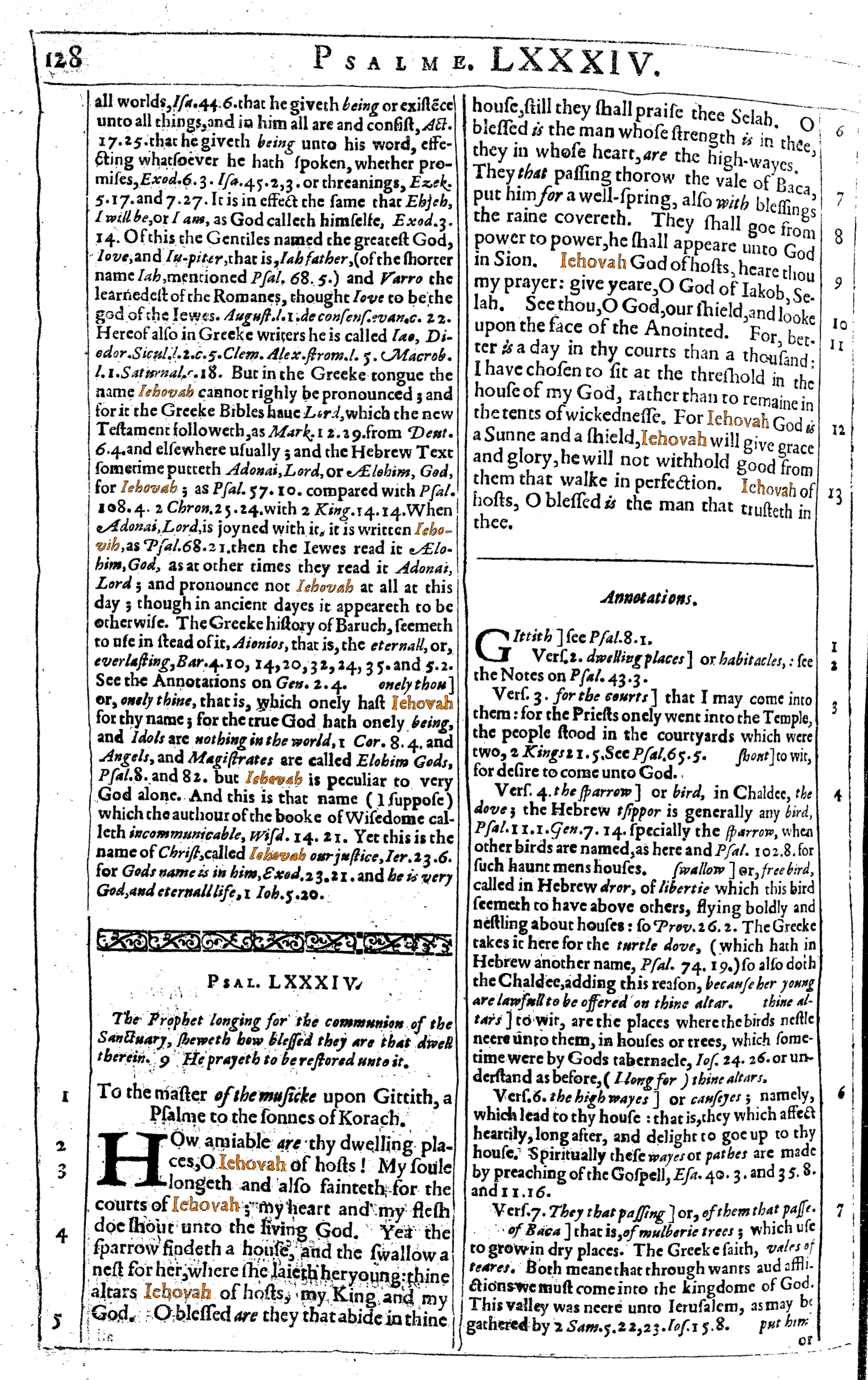
Uma página das Annotations de Ainsworth utilizando o nome divino Jeová.

Ainsworth nasceu de uma família de agricultores de Swanton Morley, Norfolk. Foi educado no Gonville and Caius College, da Universidade de Cambridge. e, depois de se filiar ao partido puritano da Igreja, acabou por aderir aos separatistas.
Expulso do país, por volta de 1593, encontrou trabalho em Amsterdã, na qualidade de "carregador" de um livreiro, que, ao descobrir o seu conhecimento de hebraico, apresentou-o a outros estudiosos. Quando parte da Igreja de Londres, dos quais Francis Johnson (então na prisão) era pastor, reagrupou-se em Amsterdã, Ainsworth foi escolhido como seu doutor, ou professor. Em 1596, fez uma confissão de sua fé, reeditada em latim em 1598 e dedicada a várias universidades da Europa (incluindo a de St Andrews, na Escócia). Johnson juntou-se a seu rebanho em 1597, e em 1604 ele e Ainsworth compuseram An Apology or Defence of such true Christians as are commonly but unjustly called Brownists.
Organizar a Igreja não foi fácil e a dissensão era abundante. Embora muitas vezes envolvido em controvérsias, Ainsworth não era arrogante, mas foi um firme defensor dos princípios representados pelos primeiros congregacionalistas. Em meio a toda controvérsia, Ainsworth constantemente prosseguiu com seus estudos. A combinação era tão exclusiva que alguns o confundiram com dois indivíduos diferentes. (A confusão foi também ocasionada por sua polêmica amigável com um tal John Ainsworth, que trocou a Igreja Anglicana pela Católica).
Em 1610, Ainsworth foi relutantemente forçado a separar-se, junto com uma grande parte de sua igreja, de Johnson e daqueles que aderiram a ele. Uma divergência de princípios, pelo direito da Igreja em rever suas decisões oficiais havia crescido entre eles; Ainsworth tendo um ponto de vista mais congregacionalista. Em espírito, permaneceu sendo um homem de paz.

## Trabalhos
Em 1608, Ainsworth respondeu ao The Separatist Schisme de Richard Bernard, mas o seu melhor trabalho neste campo foi a sua resposta para John Smyth intitulada Defence of Holy Scripture, Worship and Ministry used in the Christian Churches separated from Antichrist, against the Challenges, Cavils and Contradictions of Mr Smyth (1609).
Seus trabalhos acadêmicos incluem: Annotations, sobre o Gênesis (1616); o Êxodo (1617); o Levítico (1618); os Números (1619); o Deuteronômio (1619); os Salmos (incluindo uma versão metrificada, 1612); e o Cântico dos Cânticos (1623). Estes foram coletados em fólio em 1627. Desde o início, as Annotations ocuparam um lugar de destaque, especialmente entre os teólogos continentais, estabelecendo uma tradição acadêmica para o não-conformismo inglês.
Sua publicação dos Salmos, The Book of Psalmes: Englished both in Prose and Metre with Annotations (Amsterdã, 1612), que inclui trinta e nove melodias monofônicas, constituiu o Saltério de Ainsworth, o único livro de música levado para a Nova Inglaterra em 1620 pelos colonos peregrinos. Embora seu conteúdo tenha sido posteriormente reformulado para o Bay Psalm Book, teve uma importante influência sobre o desenvolvimento inicial da salmodia americana.
Ainsworth morreu em 1622, ou no início de 1623, no mesmo ano foi publicado o seu Seasonable Discourse, or a Censure upon a Dialogue of the Anabaptists, no qual o editor fala dele como um partido digno.